# Frederiksberg Kommunale Funktionærers Boligforening
Frederiksberg Kommunale Funktionærers Boligforening er en boligforening og en haveby på Frederiksberg. Boligforeningen, der også kaldes Ved Grænsen/Buen, er grundlagt 28. maj 1913 af funktionærer ansat i Frederiksberg Kommune.
Kvarteret består af 100 enkelthuse, der ligger på vejene Buen og Ved Grænsen samt ud til Finsensvej 102-124. Husene er tegnet af K.T. Seest og Hans Koch, blev opført 1915-16 og blev præmierede 1919 af kommunen, der siden har beskyttet området med en bevarende lokalplan. Havebyen regnes for et af de mest helstøbte Bedre Byggeskik-miljøer i Danmark.